# Czeski Sokół
Czeski Sokół (cz. Česká obec sokolská, ČOS) – czeskie towarzystwo sportowe powstałe w XIX wieku w Czechach. Najstarsza organizacja sokolska w krajach słowiańskich.

## Cele programowe
Celem Sokoła miało być podnoszenie sprawności fizycznej i duchowej oraz rozbudzanie ducha narodowego. Ruchowi sokolników przyświecała idea panslawizmu.

## Historia

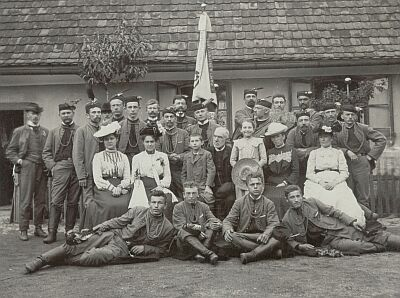
Sokoły kolińskie w 1900

Pierwsze gniazdo Sokoła powstało 5 marca 1862 w Pradze. Założycielami byli Miroslav Tyrš i Jindřich Fügner. Stało się ono w niedługim czasie wzorem dla innych krajów słowiańskich i zaczęły powstawać nowe gniazda Sokoła w Słowenii (1863), w Polsce (1867), Chorwacji, w Niemczech na Łużycach i w Berlinie, w Serbii, Ukrainie (1894, rozwiązany w 1939), Macedonii, Rosji i na Słowacji (1905).
W 1865 roku czescy emigranci założyli oddział Sokoła w USA, gdzie funkcjonuje on do dziś (2012), skupiając 44 gniazda, głównie w północnych stanach.
Pierwszy czechosłowacki prezydent Tomáš Garrigue Masaryk był również aktywnym członkiem "Sokoła".

### II wojna światowa
Organizacja została rozwiązana po agresji niemieckiej w 1938, a jej członkowie byli prześladowani przez nazistów. Niemcy kierowali członków organizacji do niemieckich obozów koncentracyjnych, m.in. do obozu Auschwitz.
„Przywieziono przeszło stu Czechów. Była to sama inteligencja – organizacja „Sokół”. Ulokowano ich na naszej sali (blok 25, sala 7). Zaczęto ich kończyć w szybkim tempie. Wszedłem w kontakt organizacyjny z ich przedstawicielem 89 (żyje i jest w Pradze).” – Witold Pilecki.
Część Sokołów po delegalizacji organizacji zaangażowała się w walkę z faszyzmem, bijąc się zarówno na terenie Czech, jak i na emigracji.

### Okres powojenny
Sokol został reaktywowany po II wojnie światowej w roku 1948. Został rozwiązany przez komunistów po praskiej wiośnie w roku 1968. Ponownie został reaktywowany w 1990 roku i liczy obecnie 45 gniazd.